# A Portuguesa
Avtor besedila pesmi A Portuguesa (prevaja se kot »Portugalska pesem«) je Henrique Lopes de Mendonça, avtor glasbe pa je Alfredo Keil. Pesem je nastala leta 1891 ob uporih proti monarhiji, do katerih je prišlo, ker so se portugalske oblasti uklonile britanskim zahtevam, naj Portugalska ne zasede ozemlja med takratnima svojima kolonijama Angolo in Mozambikom. Prvič so jo zapeli 31. januarja v Portu. Upor je bil zatrt, leta 1910 pa je izbruhnila nova revolucija, ki je strmoglavila monarhijo. Leta 1911 je bil sprejet zakon, po katerem je A Portuguesa postala državna himna Portugalske.

## A Portuguesa
Besedilo v portugalščini:
Heróis do mar, nobre povo,

Nação valente, imortal,

Levantai hoje de novo

O esplendor de Portugal!

Entre as brumas da memória,

Ó Pátria sente-se a voz

Dos teus egrégios avós,

Que há-de guiar-te à vitória!
Às armas, às armas!

Sobre a terra, sobre o mar,

Às armas, às armas!

Pela Pátria lutar

Contra os canhões marchar, marchar!
Desfralda a invicta Bandeira,

À luz viva do teu céu!

Brade a Europa à terra inteira:

Portugal não pereceu

Beija o solo teu jucundo

O Oceano, a rugir d'amor,

E teu braço vencedor

Deu mundos novos ao Mundo!
Às armas, às armas!

Sobre a terra, sobre o mar,

Às armas, às armas!

Pela Pátria lutar

Contra os canhões marchar, marchar!
Saudai o Sol que desponta

Sobre um ridente porvir;

Seja o eco de uma afronta

O sinal do ressurgir.

Raios dessa aurora forte

São como beijos de mãe,

Que nos guardam, nos sustêm,

Contra as injúrias da sorte.
Às armas, às armas!

Sobre a terra, sobre o mar,

Às armas, às armas!

Pela Pátria lutar

Contra os canhões marchar, marchar!